# Паломеке
Паломеке (ісп. Palomeque) — муніципалітет в Іспанії, у складі автономної спільноти Кастилія-Ла-Манча, у провінції Толедо. Населення — 922 особи (2010).
Муніципалітет розташований на відстані близько 39 км на південний захід від Мадрида, 29 км на північ від Толедо.
На території муніципалітету розташовані такі населені пункти: (дані про населення за 2010 рік)
- Паломеке: 459 осіб
- Вальдепорро: 463 особи

## Демографія
Динаміка населення (INE ):

## Галерея зображень

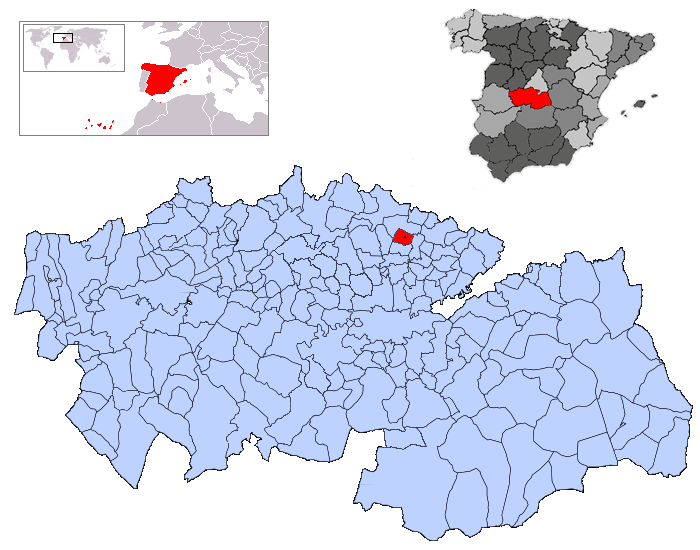
Розташування муніципалітету у провінції Толедо